# Lukas Neumayer
Lukas Neumayer (* 6. September 2002 in Salzburg) ist ein österreichischer Tennisspieler.

## Karriere
Neumayer spielte bis 2020 auf der ITF Junior Tour. Dort konnte er mit Rang 27 seine höchste Notierung in der Jugend-Rangliste erreichen. Er spielte 2020 bei zwei Grand-Slam-Turnieren und zog bei den French Open ins Viertelfinale ein, wo er dem späteren Turniersieger Dominic Stricker unterlag.
Bei den Profis spielte Neumayer ab Ende 2020 auf der ITF Future Tour. Erster Erfolg dort im Einzel war ein Halbfinaleinzug im Juli 2021. Kurz darauf überraschte er die Konkurrenz in der Qualifikation zu den Generali Open in Kitzbühel. Durch zwei Siege gegen die deutlich über ihm notierten Lukáš Rosol (ATP 214) und Juan Ignacio Londero (ATP 141) schaffte er den Sprung in sein erstes Hauptfeld der ATP Tour. Gegen Mario Vilella Martínez verlor er in drei Sätzen dann nur knapp. Wenig später spielte er in Tulln auch sein erstes Turnier auf der zweitklassigen ATP Challenger Tour, wo er zum Auftakt verlor. Im Doppel gewann er im selben Jahr seine ersten zwei Future-Titel. Im Einzel gelang ihm selbiges Anfang 2022, als er zwei Futures in Istanbul gewann. Er stieg in der Weltrangliste in die Top 550 des Einzels und die Top 700 des Doppels.
2022 und 2023 wurde er österreichischer Staatsmeister im Einzel. In der Weltrangliste durchbrach er 2023 erstmals die Top 300.